# 1988년 동계 올림픽 과테말라 선수단
1988년 동계 올림픽 과테말라 선수단은 캐나다 캘거리에서 개최된 1988년 동계 올림픽에 참가한 올림픽 과테말라 선수단이다. 과테말라는 이 대회가 현재까지는 유일하게 참가한 동계 올림픽이다.

## 참조
- 올림픽 공식 리포트 보관됨 2012-02-04 - 웨이백 머신